# 17 septembre 2008

## Décès
- Fausto Gardini (né le 8 mars 1930), joueur de tennis italien
- Habib Mougou (né le 1er janvier 1927), footaballeur tunisien
- Humberto Solás (né le 14 décembre 1941), réalisateur et producteur de cinéma cubain
- James Crumley (né le 12 octobre 1939), écrivain américain
- Robert Jarry (né le 29 décembre 1924), homme politique français
- Didier Dagueneau (né en 1956), vigneron français
- Henri Viard (né le 11 août 1921), écrivain scénariste français

## Autres évènements
- Sortie de l'album Plague of Butterflies du groupe finlandais Swallow the Sun
- Sortie du film La Vie devant ses yeux
- 49e édition du Grand Prix de Wallonie remportée par Stefano Garzelli.
- Sortie du film La Belle Personne
- Sortie du single Virgin Cat par Anna Tsuchiya
- 17e étape du Tour d'Espagne 2008 entre Zamora et Valladolid remportée par Wouter Weylandt
- Fin des Jeux paralympiques d'été de 2008
- Sortie de l'album Kyūkyoku no The Possible Best Number Shō ① du groupe féminin de Jpop THE Possible
- Sortie du single Dschinghis Khan Tartar Mix
- Sortie de Twilight of the Thunder God, septième album studio de Amon Amarth
- Mise en vigueur du vocabulaire commun pour les marchés
- Grégoire Deniau est limogé de son poste de chef de rédaction de France 24
- Le Festival des Terre-Neuvas est mis en liquidation par décision du tribunal de Dinan
- Lancement d'Europarltv

### Événements en cours
- Qualification au Championnat d'Europe de basket-ball 2009
- Escrime handisport aux Jeux paralympiques d'été de 2008
- Ligue des champions de l'UEFA 2008-2009
- Football à 5 aux Jeux paralympiques d'été de 2008
- Athlétisme aux Jeux paralympiques d'été de 2008